# Chiesa di San Martino (Casarza Ligure)
La chiesa di San Martino di Tours è un luogo di culto cattolico situato nella frazione di Bargone, in via San Martino, nel comune di Casarza Ligure nella città metropolitana di Genova. La chiesa è sede della parrocchia omonima del vicariato di Sestri Levante della diocesi di Chiavari.

## Storia e descrizione

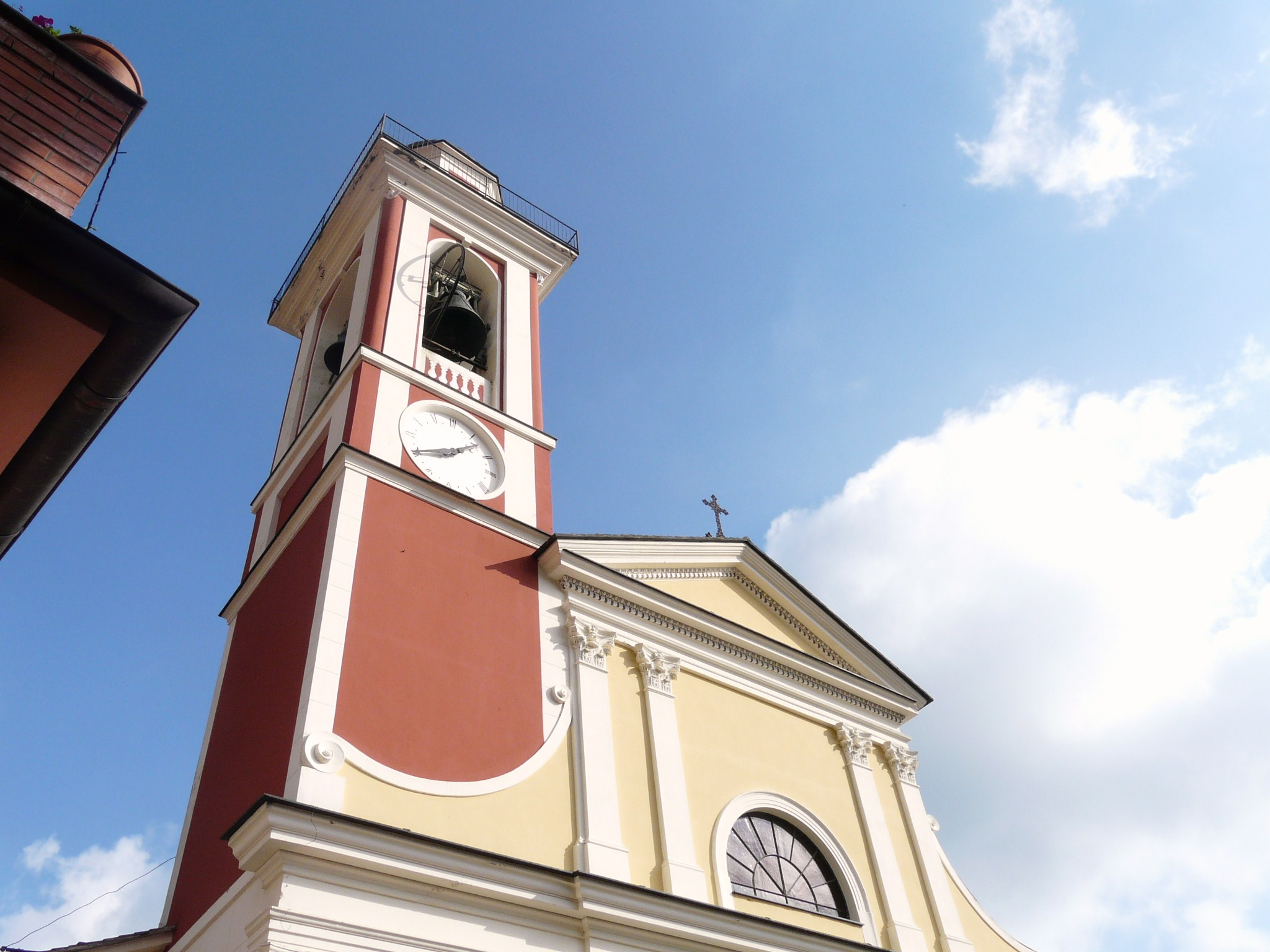
Particolare del campanile

Edificata nel corso del XVII secolo fu in seguito modificata nei due secoli successivi. Anticamente nella frazione esistevano due rettorie, Santa Maria in Riparia e San Martino, soggette dal XIII secolo alla pieve di Santo Stefano del Ponte di Sestri Levante, e in seguito unite nel 1556 sotto la pieve di Sant'Antonino in Castiglione Chiavarese e ancora aggregate nella pieve di Santa Vittoria in Lobiola dal cardinale Stefano Durazzo.
Nel 1959 anche la parrocchia di Bargone, soggetta al vicariato di Sestri Levante della diocesi brugnatese, passò negli attuali confini religiosi della diocesi di Chiavari.